# Alling
Alling este o comună din landul Bavaria, Germania.